# 統合マーケティングコミュニケーション
統合マーケティングコミュニケーション（とうごう - 、integrated marketing communications, IMC）とは外部環境と消費者データを踏まえ、ターゲット・オーディエンスに対してブランドを統合的なメッセージでコンタクトさせ、納得してもらうトータル・マーケティング・システムである。近年、広告業界では「統合マーケティングソリューション」と言うこともあるが、指し示すものは同じである。

## 概要
ノースウェスタン大学のシュルツ（Don E. Schullz）等は「IMCは、消費者とブランドや企業とのすべての接点をメッセージ伝達のチャネルと考え、ターゲットの購買行動に直接影響を与えることを目的とする。・・・消費者から出発し、あらゆる手法を駆使して、説得力あるコミュニケーションを実践するプロセスである。」と定義づけている。
- IMCはメディアミックスの新手法と狭く考える場合もあり、広告取引のしくみや組織変革（横串型組織）まで含めた広い概念と広く捉える場合がある。
- IMCのキーワード：4C、アウトサイド・イン、コンタクト・マネジメント（コンタクト・ポイント、タッチ・ポイント）、コンシューマー・インサイト、オーケストレーション、ブランド・エクイティ、ブランド・ネットワーク

## IMCプランニングモデル
シュルツ等のIMCプラニングモデルを紹介すると次のようになる。
1. 消費者から始まるので、消費者のデータベースを作成する。
2. データベースはターゲット別にセグメンテーションを行う。
3. 次に消費者にメッセージをコンタクトする時期、場所、方法を踏まえてたコンタクト・マネジメントを行う。（電通ではコンタクト・ポイント、博報堂ではタッチ・ポイントと呼んでいる）
4. そして、コミュニケーション目標と戦略を立てる。
5. ブランド・エクイティ（資産）を算定すると同時にブランド・ネットワーク（イメージ・キーワードの連鎖）を作成する。
6. マーケティング目標を明確にし、マーケティングミックスのツール（ローターボーンの4C）を検討する。
7. チャネル・コミュニケーションとコスト、特にROI分析（投資効果分析）をし、マーケティング・コミュニケーション戦術として、広告、販売促進、PR、パブリシティ、DMを企画し、実施する。